# Rosa tsinglingensis
Rosa tsinglingensis är en rosväxtart som beskrevs av Ferdinand Albin Pax och Käthe Hoffmann.
Rosa tsinglingensis ingår i släktet rosor och familjen rosväxter. Inga underarter finns listade i Catalogue of Life.